# Vlag van Liechtenstein

Verticale uitvoering van de vlag

De vlag van Liechtenstein bestaat uit twee gelijke horizontale banden met blauw (boven) en rood met een gouden kroon aan de linkerkant in het blauwe gedeelte. De vlag werd op 30 juni 1982 aangenomen.

## Ontwerp
De constructietekening van de vlag is hiernaast aangegeven. De kleuren zijn als volgt:
- Blauw: RGB 0-43-127
- Rood: RGB 206-17-38
- Geel: RGB 255-216-61
- Zwart: RGB 0-0-0

## Geschiedenis
De kleuren van de vlag werden in 1848 geïntroduceerd in het leger en stammen waarschijnlijk af van de kleuren van de dienstkleding van de vorstelijke huishouding uit die tijd, waarna in 1852 de exacte proporties werden vastgelegd in een militair reglement, om ten slotte in 1889 als nationale vlag te worden aangenomen. In 1921 werden de verticale banden veranderd in horizontale en vastgelegd in de grondwet van 5 oktober van dat jaar. De kroon werd aan de vlag toegevoegd in 1937, nadat het team van Liechtenstein tijdens de Olympische Spelen van 1936 ontdekt had dat de vlag identiek was aan de vlag van Haïti. In 1982 werd de kroon licht aangepast.

Historische vlaggen
? 1719–1852
? 1852–1921
? 1921–1937
? 1937-1982

## Andere vlaggen
De vlag van het Huis Liechtenstein bestaat uit twee twee gelijke horizontale banden: goud (boven) en rood (onder).
Op de vlag van de regering ontbreekt de kroon in de linkerbovenhoek, in plaats daarvan staat in het midden van de vlag het gekroonde wapen van het land. De vorst heeft een standaard die aan die vlag gelijk is, maar bovendien in geel is omzoomd.

Vlag van het vorstenhuis.

## Vlagdagen
Op de volgende dagen wordt in Liechtenstein gevlagd:
- 15 augustus: nationale feestdag (Staatsfeiertag);
- 5 oktober: Dag van het uitvaardigen van de Grondwet (Tag des Erlasses der Verfassung);
- Dag van de aanvaarding van de regering door de vorst;
- geboortedag en naamdag van de vorst;
- tweede donderdag na Pinksteren: Sacramentsdag (Fronleichnam)